# Pachuca de Soto
Pachuca de Soto, també anomenada Pachuca és la capital de l'estat mexicà d'Hidalgo, coneguda popularment com el bressol del futbol i del protestantisme mexicans, ambdues coses portades pels immigrants britànics que s'hi van establir per treballar a les mines de plata. Es troba a 96 km al nord-est de la ciutat de Mèxic i té una població estimada de 250.000 habitants.
El nom de la ciutat prové del nàhuatl Pahoaca o Pachoacan que significa "lloc on es governa" o "lloc estret". Una altra teoria suggereix que prové del nàhuatl patlachihuacan que significa "lloc de plata i or". La ciutat va ser reanomenada pels espanyols "Real de Minas de Pachuca".

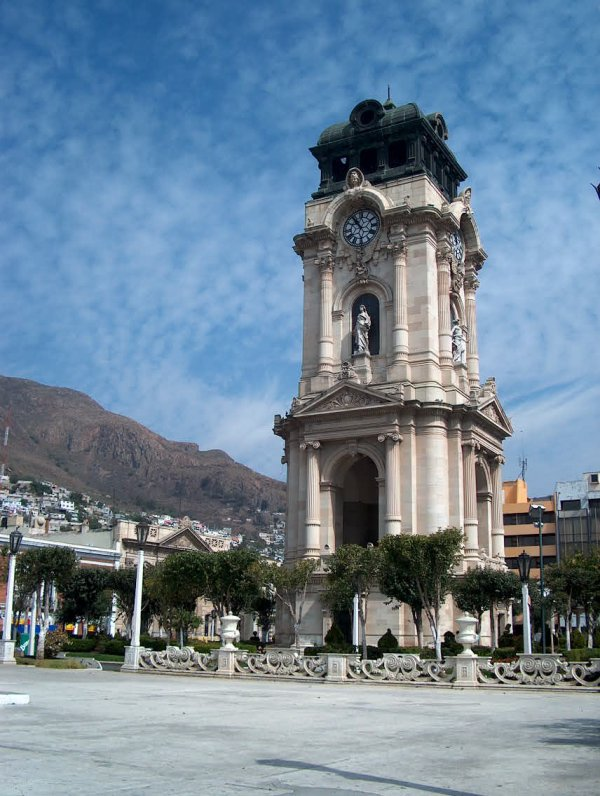
Rellotge Monumental de Pachuca

És coneguda com "la bella airosa", a causa dels forts vents que hi ha al lloc. També, juntament amb Real del Monte, és coneguda perquè hi van néixer els "pastes", un platet regional que consta d'una empanada farcida d'una barreja de papes picades amb carn de bou molta i bitxo; tot i que n'existeixen diferents variacions.

## Història
S'ha documentat que el 1050, els otomíes es van assentar a la regió i la van anomenar Njunthé, cronològicament, van dominar després els chichimecas el centre religiós va ser Xaltocan de parla otomí. Posteriorment d'1174-1182, els chichimecas de Xólotl van fundar el Senyoriu de Cuauhtitlan, supeditat a Texcoco, van llançar als otomíes a la Vall del Mezquital mitjançant guerres successives i consolidar el seu domini a la zona que van cridar Cuauhtlalpan, dins de la qual queda Pachuca. Cuauhtlalpan va ser dividida i va quedar sota el domini asteca el 1430 en concentrar la triple aliança entre Mèxic-Tenochtitlan, Texcoco i Tacuba. En 1438 es funda Patlachiuhcan per un grup mexica.
Cap a 1528, els conqueridors espanyols van envair la població i van matar el seu cap Ixcóatl. Entre els primers espanyols que van arribar a la regió van estar Francisco Téllez i Gonzalo Rodríguez, qui van construir les primeres cases de tipus feudal.
El descobriment de les mines a la regió va ser realitzat el 29 abril 1552 per Alonso Rodríguez de Salgado, majoral d'una estada de bestiar menor, va fer el descobriment, caminant repastando al terme del poble, als vessants dels turons.
El desenvolupament miner va començar en 1555, en la hisenda de la Puríssima Concepció, quan Bartolomé de Medina va inventar el sistema d'amalgamació per al benefici dels minerals. A partir d'aquest moment, l'aspecte de la població es transforma notablement, doncs van començar a arribar desenes d'operaris per emprar en els diversos laboríos miners, així la relació de taxacions assenyala que per 1560, és a dir 8 anys després del descobriment de les mines, la població ascendia a 2.200 habitants, el que significava un increment de gairebé el 300% amb relació a la de 1550.
En 1766 Pedro Romero de Terreros, va pretendre suprimir el partit i els jornals i augmentar al doble les càrregues de treball, el 15 d'agost els miners de Real de la Muntanya es van llançar a la vaga, i es van traslladar a la ciutat a manifestar-se. Aquest moviment es pren com el primer antecedent dels moviments de vaga a Mèxic.
A l'inici de la guerra d'independència mexicana les mines van ser abandonades, el 5 d'octubre de 1811, una partida d'aproximadament cent homes, pertanyents a l'exèrcit de José Francisco Osorno penetrant fins a la Plaça de Bous d'Avendaño (avui Plaça Independència), on les forces es van fortificar a la casa de Francesc de Paula Villaldea.
La ciutat és novament presa pels insurgents Miguel Serrano i Vicente Beristain de Souza el 23 d'abril de 1812, al comandament d'uns 500 homes i recolzats per dos canoners es van apoderar de la ciutat. Els Insurgents després d'haver fet sortir als espanyols que la defensaven, al comandament dels quals hi havia el Francesc de Paula Villaldea, es van apoderar d'un botí de 310 barres plata el quin va ser lliurat més tard a José María Morelos. El 10 de maig d'aquest mateix any, Pachuca va ser recuperada pels españoles. El 1813, rep el títol de ciutat, mitjançant el pagament de tres mil pesos que va fer Francesc de Paula Villaldea.
El 7 de maig de 1821, els generals Nicolás Bravo i Guadalupe Victoria prenen de nou compte la ciutat, i la s'adhereixen al Pla d'Iguala i dos anys després, Pedro Espinoza se suma al Pla de Casamata i promulga la República Mexicana a Pachuca. El tercer comte de Regla, va subscriure un contracte d'arrendament i el 1824 van arribar els primers anglesos que explotarien les mines.
El 29 de desembre de 1847, fa la seva entrada el segon regiment de voluntaris de Kentucky amb prop de 600 homes, comandat pel coronel William T. Withers, qui estableix la seva caserna al Convent de Sant Francesc, sense trobar algun tipus d'oposició, com a part de la Intervenció nord-americana a Mèxic.

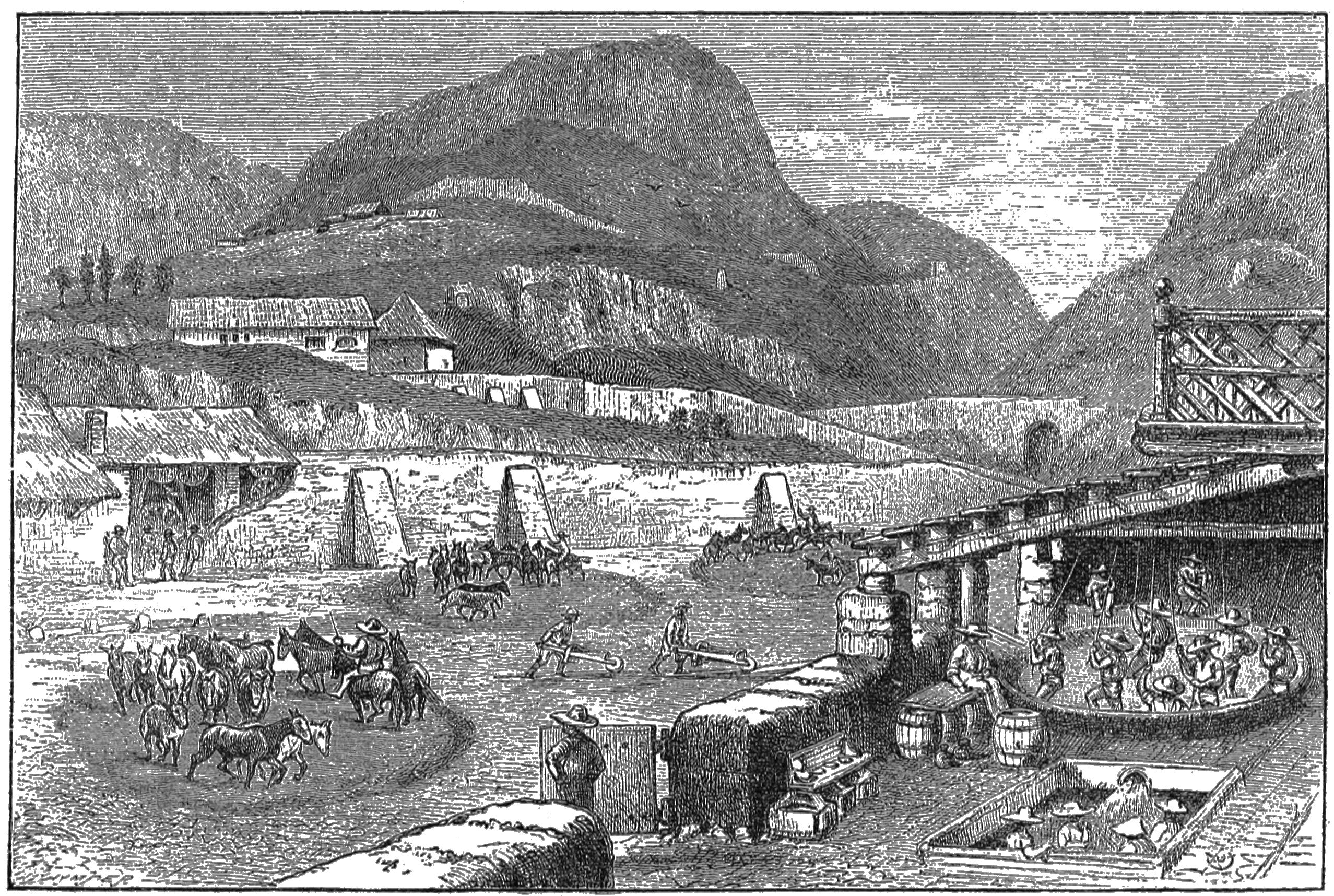
Mina de plata a Pachuca durant el

El 1860 el general liberal Pedro Ampudia pren la ciutat sent una de les últimes accions militars de la Guerra de Reforma. L'última batalla d'aquest conflicte es va desenvolupar a Pachuca i Real del Monte, on els conservadors Félix Zuluaga i Leonardo Márquez van ser vençuts pel liberal Santiago Tàpia en 1861. Maximiliano d'Habsburgo va visitar la regió del 26d'agost al 2 de setembre de 1865.33 L'any de 1869 Benito Juárez crea l'estat d'Hidalgo, designant com a capital de l'estat a la ciutat.
El 1909 es va formar el partit polític denominat "Club Antirreleccionista Benito Juárez de Pachuca", que va participar juntament amb el Partit Nacional Antirreeleccionista en la nominació de Francisco I. Madero com a candidat a la presidència de la República. Convidat pel partit, Francisco I. Madero va visitar la ciutat el 29 de maig de 1910. En l'etapa revolucionària, la ciutat és presa pels maderistas el 16 de maig de 1911. El 28 de juny de 1911, Madero va visitar novament la ciutat, en honor seu es va servir un banquet al Teatre Bartolomé de Medina i va realitzar una gira de treball a l'estat d'Hidalgo.
Els últims fets violents de la revolució registrats succeeixen en els primers mesos de l'any de 1915, el primer amb l'entrada del General villista Roberto Martínez i Martínez, el 24 de gener després d'haver travat combat amb les forces del General Salazar a la rodalia de real de la Muntanya i el segon, l'arribada del General Martínez i Martínez, el dia 9 de febrer.
Per 1923 Pachuca va ser una de les primeres ciutats de l'estat que a través del servei de correu aeri va estar connectada amb la Ciutat de Mèxic. El 10 de gener de 1924, novament les forces de Marcial Cavazos penetren a la ciutat. Les forces revolucionàries, al comandament dels generals Nicolás Flors i Otilio Villegas, emprenen un atac, els rebels es van apoderar de diversos llocs i el primer punt atacat va ser la caserna de Barreteros al carrer de Guerrero. El 1926, s'inaugura la carretera Mèxic-Pachuca, que tal com diu el seu nom, comunica al lloc amb la Ciutat de Mèxic.

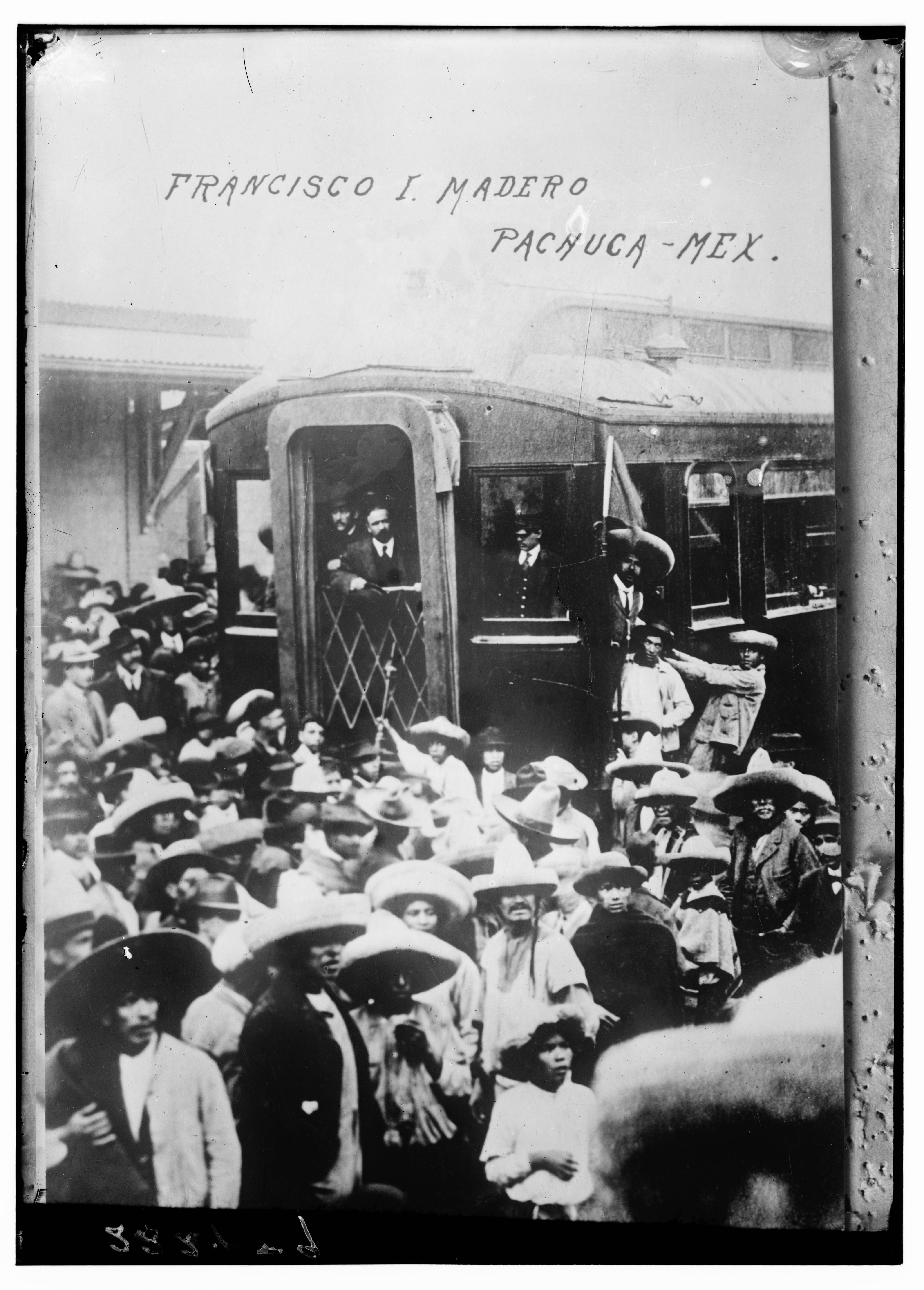
Francisco I. Madero arribant a la ciutat el 29de maig de 1910

El 1938, el govern de Javier Rojo Gómez, va repartir entre els pagesos els ejidos a les zones limítrofes de la ciutat. El 1939, es construeix el Mercat Benito Juárez. Durant 1940 a 1945, entra en plena decadència de la mineria, augmentada pels alts costos de l'extracció i per la baixa del seu preu al mercat, a causa de les despeses de Mèxic en la Segona Guerra Mundial; el 1947, a l'empresa propietària de la Companyia Real de la Muntanya i Pachuca, ven totes les seves propietats i béns a l'Estat Mexicà, qui realitza l'operació a través de Nacional Financera.
Pel que fa al desenvolupament urbà, es dona la construcció del Mercat Revolució el 1972, del Guzmán Mayer el 1974, l'ampliació del Mercat de la Colònia Morelos el 1975, de la remodelació del Benito Juárez el 1985. La construcció de la terminal d'autobusos el 1977 i de la Central de Proveïment el 1980. El 1980 es construeix la Plaça de les Amèriques, que va albergar a la primera botiga d'autoservei: una sucursal de Supermercats Gegant.
De 1981 a 1987 es va construir l'Autopista Mèxic-Pachuca, es va crear el canal de televisió local i l'estació de ràdio del Govern de l'Estat. Després es va construir el centre comercial Perisur amb la botiga Comercial Mexicana el 1991; subsecuentemente Plaça Bella amb els magatzems d'Aurrera el 1992. De 1993 a 1998 es va construir el Bulevard Luis Donaldo Colosio, es va iniciar l'autopista Actopan-Pachuca i el parell vial Real de la Muntanya-Pachuca. A partir de l'evolució demogràfica del 2000, a causa de la proximitat amb la Ciutat de Mèxic, l'àrea urbana va començar a envair altres municipis, ocupant zones agrícoles i ejidales, creant la Zona Metropolitana de Pachuca.
El maig de 2006 es va presentar al Comitè per a la preservació del Centre Històric de la Ciutat de Pachuca, l'11 de setembre de 2007 es va signar el contracte per a la realització dels treballs de restauració al Rellotge Monumental. El 12 de novembre de 2007, es va començar a treballar en el lloc, la presentació de la restauració del Rellotge Monumental de Pachuca (inaugurat el 1910) es va fer el 15 de setembre de 2008. Del 2008 al 2010 s'inicia la construcció i remodelació de vialidades a tota la ciutat, destacant la remodelació del bulevard Colosio, i la construcció del Distribuïdor Vial Bicentenari i el distribuïdor vial Centenari de la Revolució, així com l'entubament del Riu de les Avingudes.

## Ubicació
Està situada a 96 km al nord de la Ciutat de Mèxic, se situa a 213 km de Puebla, a 499 km d'Acapulco ia 901 km de Monterrey. Se troba a la regió geogràfica de l'estat d'Hidalgo anomenada Comarca Minera. Li corresponen coordenades de latitud nord 20 °, 07 'i 21 ", de longitud oest 98 °, 44' i 09", amb una altitud de 2400 metres sobre el nivell del mar.

## Política

### Capital de l'estat d'Hidalgo
Pachuca és la capital de l'estat d'Hidalgo. La designació com a capital de l'Estat d'Hidalgo és un fet tàcit, ja que no existeix cap document que determini aquesta situació, en el decret que crea l'entitat, el 21 gener 1869 Benito Juárez nomena com a governador provisional a Joan Crisòstom Doria i aquest es presenta a la ciutat el dia 27 de gener de 1869, per fer-se càrrec de la comanda presidencial.
La ciutat de Pachuca és triada com a capital, per estar situada més al centre del territori, perquè no ser seu del bisbat i perquè a més tenia edificis que poguessin albergar l'administració del govern. El primer document en el qual s'assenta oficialment el reconeixement com a capital és subscrit pel governador el 24 de març de 1869, el contingut és la convocatòria per a les primeres eleccions estatals.
En ser la capital, la ciutat és seu dels diferents organismes i dependències del Govern d'Hidalgo, així com de la residència oficial del Governador Constitucional de l'Estat d'Hidalgo; el titular en el càrrec actualment és Francisco Olvera Ruiz.

## Fills il·lustres
- Margarita Michelena (1917-1988) escriptora.